# Хаджар-Асвад
Хаджар-Асвад або Аль-Хаджар-аль-Асвад (араб. الحجر الأسود) — місто на південному-заході Сирії, на території мухафази Дамаск. Назва міста в перекладі з арабського означає «Чорний камінь».
| Сирія | Це незавершена стаття з географії Сирії. Ви можете допомогти проєкту, виправивши або дописавши її. |